# صاروخ المياه المالحة النووي

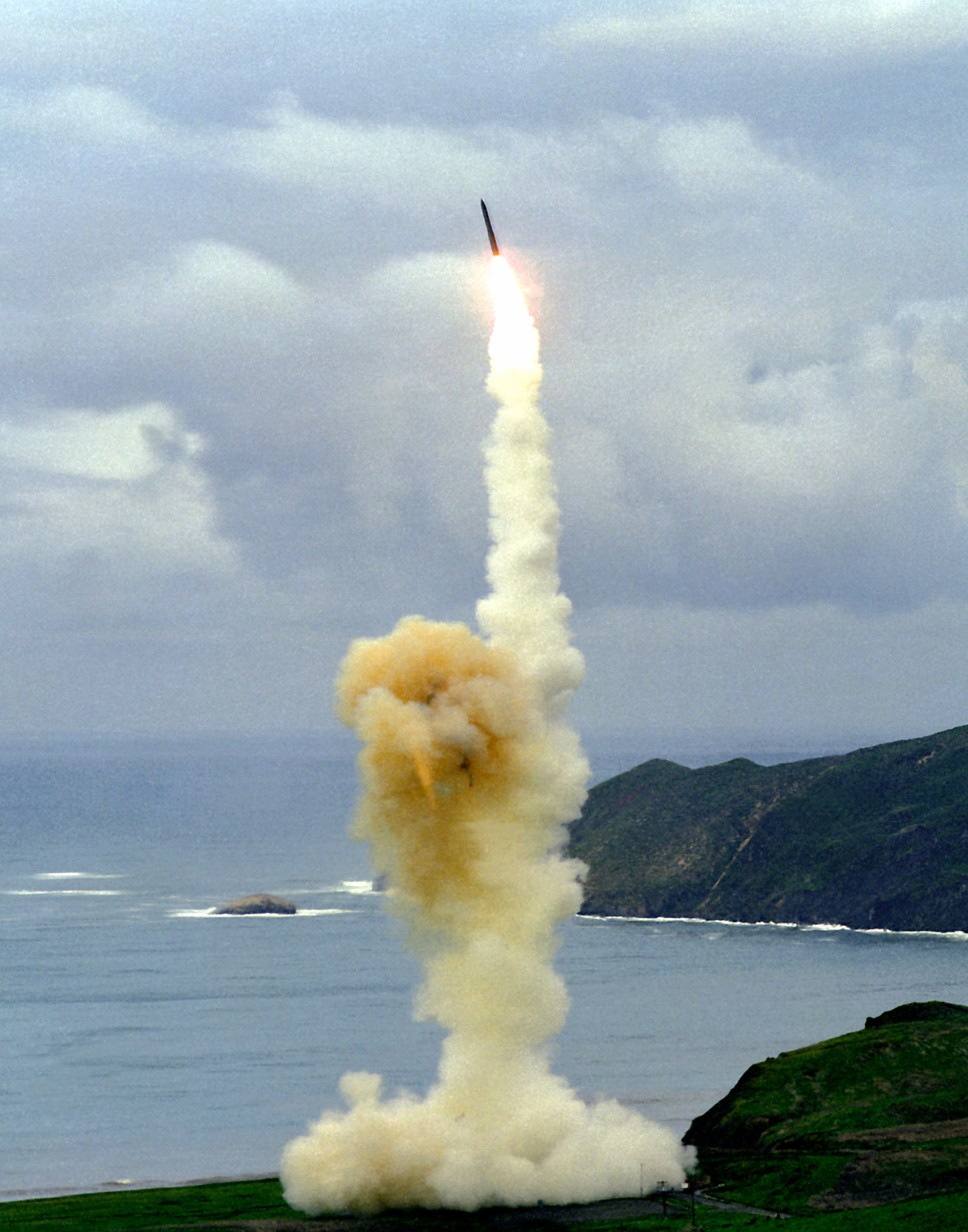
صاروخ نووي

صاروخ المياه المالحة النووي هو نوع نظري من الصواريخ النووية التي صممها روبرت زوبرين.

## نبذة
فكرة الصاروخ تقوم على استبدال الوقود الكيميائي التقليدي، مثل الصاروخ الكيميائي أو الكيماوي، سيتم تزويد الصاروخ بأملاح البلوتونيوم أو اليورانيوم المخصب بنسبة 20٪. سيتم احتواء المحلول في حزمة من الأنابيب المطلية في كربيد البورون (لخصائص امتصاص النيوترونات). من خلال مزيج من الطلاء والمسافة بين الأنابيب، لن تصل المحتويات إلى الكتلة الحرجة حتى يتم ضخ المحلول في قلب التفاعل، وبذلك يصل إلى كتلة حرجة، ويتم طرده عبر فوهة لتوليد قوة دفع.